# 슈퍼유저
컴퓨터에서 슈퍼유저(superuser)는 시스템 관리자가 사용하는 특수한 사용자 계정을 뜻한다. 운영 체제에 따라 슈퍼바이저(supervisor), 운용 관리자(administrator, admin) 또는 루트(root)라 불린다.
슈퍼유저 계정은 계정 이름으로 다른 계정과 구별되는 경우도 있으나 유닉스 계열 운영체제에서는 사용자 식별자로 구별되기도 하며, 역할 기반 접근 제어를 사용하는 시스템에서는 계정에 슈퍼유저 권한을 부여하는 경우도 있다.
슈퍼유저는 무제한적으로 시스템 전역을 수정할 수 있기 때문에 정보 보안의 관점에서 최소 권한의 원칙은 대부분의 사용자와 애플리케이션이 일반 계정으로 작업을 하도록 권장하고 있다.

## 유닉스와 유닉스 계열 운영체제
유닉스, 그리고 리눅스를 비롯한 유닉스 계열 운영체제에서 루트(root)는 모든 상태에서 시스템의 모든 권한을 가진 사용자의 이름으로 관용적으로 쓰이고 있다. BSD에서 제공하는 toor 계정 등 이름이 다른 경우도 있다. 슈퍼유저는 항상 사용자 식별자 0을 사용하며, 파일의 소유권을 바꾸거나 1024 이하의 네트워크 포트를 바인드하는 등 일반 사용자가 할 수 없는 작업을 수행할 수 있다.
macOS, 혹은 우분투와 같은 일부 리눅스 배포판은 처음 생성된 사용자 계정이 sudo 명령어를 통해 루트 권한을 사용할 수 있도록 하기도 한다. 그러나 이같은 경우 사용자는 계정 비밀번호를 입력해야 한다. 실제 루트 계정이 기본적으로 사용할 수 없도록 설정되어, 항상 이와 같이 간접적으로만 사용해야 하는 경우도 존재한다.

## 마이크로소프트 윈도우
윈도우 NT와 그로부터 파생된 윈도우 2000, 윈도우 XP, 윈도우 7, 윈도우 10 등 이후 운영체제들에서는 반드시 최소 하나의 관리자(administrator) 계정이나, 사용자 계정 컨트롤을 통해 슈퍼유저 권한을 획득할 수 있는 계정이 하나 존재해야 한다.

## 노벨 넷웨어
노벨 넷웨어에서 슈퍼유저는 "supervisor"로 부르다가 나중에 "admin"으로 부르게 되었다.

## OpenVMS
OpenVMS에서는 "SYSTEM"이 운영 체제의 슈퍼유저 계정이다.

## 과거 개인용 시스템
개인용이나 가정용 컴퓨터를 상정한 과거의 많은 운영 체제들은 시스템을 사용하는 사용자가 모든 권한을 행사할 수 있도록 만들어진 경우가 많다. MS-DOS는 다중 계정이라는 개념이 없었으며, 윈도우 95는 여러 개의 사용자 계정을 사용할 수 있었으나 각각의 계정이 관리자 권한을 행사할 수 있었다.

## 같이 보기
- 하이퍼바이저
- iOS 탈옥
- 파워 유저
- 권한 확대
- 루팅 (안드로이드)
- 루트킷
- Sudo